# Stadttheater Bremerhaven
Le Stadttheater Bremerhaven (théâtre municipal de Bremerhaven) est un théâtre situé à Bremerhaven (Land de Brême), en Allemagne.

## Histoire
Fondé en 1867, le théâtre sert trois genres : l'opéra et autres pièces de  théâtre musical, les pièces parlées et la danse. Le bâtiment, construit sur le site actuel en 1911, est en grande partie détruit pendant la Seconde Guerre mondiale ; le nouveau théâtre, construit en 1952, incorpore la façade Jugendstil survivante. Le petit Bürgerhaus Lehe, qui servait de lieu de représentation avant la reconstruction, est actuellement utilisé comme lieu pour les pièces de chambre.

## Littérature
- Fritz Ernst : Théâtre Das Bremerhavener – ein Beitrag zu seiner Geschichte von den Anfängen bis zur Wiedererrichtung nach dem 2. Weltkrieg . Stadtarchiv Bremerhaven. Ditzen, Bremerhaven 1981
- Hans-E. Happel : Gesetzt den Fall, wir schliessen das Theater – zur Nachkriegsgeschichte des Stadttheaters Bremerhaven 1945-1988 . Nordwestdeutscher Verlag, Bremerhaven 1993, (ISBN 3-927-85750-5) .
- Stadttheater Bremerhaven : 100 Jahre Stadttheater Bremerhaven – Eine Festschrift. Bremerhaven 1967.
- Stadttheater Bremerhaven : 100 Jahre Oper am Stadttheater Bremerhaven – eine Dokumentation . Bremerhaven 1972.
- Jürgen Dieter Waidelich : 100 Jahre Stadttheater Bremerhaven – eine Festschrift, Nordwestdeutscher Verlag, Bremerhaven 1967.
- Manfred Ernst, Kai Kähler, Wolfgang Denker, Dirk Böttger, Anne Stürzer : Hundert Jahre Stadttheater Bremerhaven. éd. : Stadttheater Bremerhaven ; NW-Verlag, Bremerhaven 2011, (ISBN 978-3-86918-127-1)
- Antje Hansen : Oskar Kaufmann – ein Theaterarchitekt zwischen Tradition und Moderne . Gebr. Mann Verlag, Berlin 2001, (ISBN 3-7861-2375-6) (Dissertation à la FU Berlin )
- Festschrift zur Eröffnung des Stadttheaters Bremerhaven Ostern 1952 . Ditzen, Bremerhaven 1952.
- Volker Heigenmooser et Heiko Sandelmann : Bremerhaven – einig fürs Theater. Die Sanierung des Stadtheaters Bremerhaven 1997-2000 . Städtische Grundstücksgesellschaft Bremerhaven, Wirtschaftsverlag NW, Bremerhaven 2000, (ISBN 3-897-01599-4) .